# Émile Flamant (peintre)
Pour les articles homonymes, voir Émile Flamant (homonymie) et Flamant.
Émile Marcel Flamant, né le 18 janvier 1896 à Bohain-en-Vermandois (Aisne) d'Émile Ernest Flamant et de Marie Clément, son épouse, et décédé le 12 septembre 1975 à Fresnoy-le-Grand (Aisne), est un peintre et fresquiste français.

## Biographie
Bohainois de naissance, Émile Flamant passe une partie de sa jeunesse à Caudry, petite ville du Nord où son père dirigeait un atelier de tissage. Élève brillant, il intègre l'école des beaux-arts de Valenciennes en 1912. Remarqué par ses professeurs, il obtient une bourse qui lui permet de poursuivre ses études artistiques à l'École des beaux-arts de Paris dans l'atelier du peintre Lucien Jonas (1880-1947) où il étudiera pendant sept ans. Il sera par la suite médaillé de cette école. Émile Flamant y rencontrera Henri Matisse qui aura sur son œuvre une influence considérable et orientera sa réflexion artistique[réf. nécessaire]. Constatant que le prix de Rome qu'il prépare n'est plus en adéquation avec son idéal pictural, il y renonce et s'oriente vers l'art de la fresque.
Dès 1920, la période de l'après-guerre 1914-1918 est extrêmement favorable à ce type d'activité. De nombreux édifices civils et religieux, endommagés par les bombardements et les pillages subis lors des années d'occupation allemande, nécessitent une reconstruction ou une restauration. 
Émile Flamant peint des fresques dans plus de trente églises, chapelles et séminaires sur une surface totale de plus de deux mille mètres carrés, notamment dans l'église Saint-Éloi de Fresnoy-le-Grand, où la chapelle de la Vierge Marie et la chapelle Saint-Éloi ont été décorées par ses soins en 1925. 
Il réalise également des fresques profanes dans divers établissements et monuments publics : le palais de la Bourse de Lille, le musée des monuments français au Palais de Chaillot à Paris, les hôtels de ville de Cambrai (reconstruit après 1918), et de Caudry où, en 1924, il peint quatre scènes murales d'une surface de 30m2. En 1925 et 1926, Émile Flamant réalise une fresque de grande dimension pour orner les murs de la salle du conseil (aujourd'hui salle des mariages) de l'hôtel de ville de Bohain-en-Vermandois reconstruit en 1922. Cette fresque de 150m², qui met en scène de nombreux Bohainois, évoque la paix et la prospérité retrouvées. Elle est inscrite sur l'inventaire supplémentaire des monuments historiques du 26 janvier 2007. Émile Flamant décore également des cheminées monumentales chez des particuliers.
L'artiste sera médaillé lors des expositions internationales de Paris en 1925 et 1933.
Émile Flamant, qui vécut les dernières années de sa vie à Fresnoy-le-Grand où il est enterré, est aussi l'auteur de nombreux tableaux de chevalet. Fidèle observateur de son temps, ses toiles représentent des vieux quartiers, d'anciennes coutumes et des vieux métiers. Peintre, mais également poète et musicien, Émile Flamant fut lauréat des Rosati de Paris et de Flandres. Il laissera derrière lui plusieurs recueils de poésies non édités et de nombreux articles inédits traitants de l'histoire de son village.